# Paul Hyde Bonner
Paul Hyde Bonner (* 14. Februar 1893 in Brooklyn, New York; † 14. Dezember 1968 in Charleston, South Carolina) war ein US-amerikanischer Schriftsteller und Diplomat.

## Leben
Bonner war der Sohn von Paul Edward und Theodora Bonner, geborene Hall. 1911 erlangte er seinen Abschluss an der Phillips Exeter Academy und 1915 graduierte er an der Harvard University. 1917 heiratete er Lilly Stehli, deren Vater Präsident der Seidenweberei Stehli Silks Corporation in New York City war. Aus dieser Ehe gingen vier Söhne hervor, von denen John Tyler Bonner (1920–2019) ein bekannter Evolutionsbiologe wurde. Sein Sohn Paul Hyde Bonner, Jr. (1918–1989) wurde später Literaturagent. Von 1917 bis 1919 leistete Bonner seinen Militärdienst bei den United States Army Air Corps, den er im Rang eines Second Lieutenant beendete. Von 1919 bis 1931 war Bonner zunächst leitender Angestellter und später Vizepräsident der Stehli Silks Corporation in New York City. Während seines Militärdienstes im  Zweiten Weltkrieg wurde er zum Colonel befördert. Von 1946 bis 1952 war er im diplomatischen Dienst des Außenministeriums der Vereinigten Staaten tätig, zunächst in Paris und anschließend in Rom, wo er als Wirtschaftsberater des US-Botschafters bei der Abwicklung von Kriegsschäden behilflich war.
Bevor sich Bonner 1953 als Schriftsteller etablierte, schrieb er Essays und Artikel über Jagd und Fischerei in Zeitschriften wie The New Yorker, Vogue, North American Review und Esquire. Sein erster Roman S.P.Q.R. (1953), über einen US-amerikanischen Diplomaten in Rom, kam 1956 auf Deutsch unter dem Titel Römischer Sommer heraus. Sein Buch Excelsior (1955) erschien 1959 auf Deutsch unter dem Titel Der Bankier!.
Zu Bonners bekanntesten Romanen zählen Hotel Talleyrand (1954), The Art of Llewellyn Jones (1960) und Ambassador Extraordinary (1962). Sie handeln meist von internationalen politischen Intrigen. In Hotel Talleyrand geht es um Walter Haines, der eine tragische Affäre mit einer kommunistischen Agentin hat. Die Hauptfigur in The Art of Llewellyn Jones ist F. Townsend Britton, ein wohlhabender, verheirateter Botschafter, der seine Frau und sein anspruchsvolles Leben aufgibt, um die Identität von Llewellyn Jones anzunehmen. Unter diesem Namen reist er nach Paris, wo er schließlich eine Romanze erlebt und Erfolg als Maler findet. Der Roman Ambassador Extraordinary spielt in einer fiktiven Karibikrepublik namens Antilla, in der sich der amerikanische Botschafter Sherman Biggs mit der schönen Frau eines mächtigen Generals einlässt. Die Frau, Juanita, arbeitet als Spionin nicht nur für den Diktator des Landes, sondern auch für die Rebellen, die sich in den Bergen verbergen und darauf warten, die Regierung zu stürzen. Für die Illustration seines Buches Aged in the Woods (1959), ein Band mit 16 teils autobiografischen und teils fiktiven Kurzgeschichten, konnte Bonner den Vogelzeichner Don Richard Eckelberry gewinnen.
Ende 1961 starb Lilly Stehli Bonner im Alter von 63 Jahren. Im Januar 1963 heiratete Paul Bonner Elizabeth McGowan.

## Werke

### Romane
- S.P.Q.R., Scribner, New York, 1953. (deutsch: Römischer Sommer, 1956)
- Hotel Talleyrand, Scribner, New York, 1954. (deutsch: Hotel Talleyrand, 1954)
- Excelsior!, Scribner, New York, 1955. (deutsch: Der Bankier!, 1959)
- With Both Eyes Open, Scribner, New York, 1956.
- Amanda, Scribner, New York, 1958.
- The Art of Llewellyn Jones, Scribner, New York, 1960.
- Ambassador Extraordinary, Scribner, New York, 1962.

### Kurzgeschichten
- The Glorious Mornings – Stories Of Shooting And Fishing, Scribner, New York, 1956.
- Aged in the Woods, Scribner, New York, 1959.